# Цинкові руди
Ц́инкові р́уди — мінеральні родовища, що містять у собі цинк, який економічно доцільно з них добувати. Головний мінерал цинкової руди — сфалерит.

## У світі
Основне джерело одержання цинку — поліметалічні та мідно-колчеданові руди. Рідше цинквмісні сполуки утворюють самостійні поклади. Головні мінерали, що містять цинк — сфалерит, смітсоніт, каламін. Головні видобувні країни: Австралія, Іспанія, Казахстан,  Мексика, Канада, Перу, Росія, США, КНР, Індія.
Структура видобутку цинку в світі на початку ХХІ ст. зазнає істотних змін. Збільшується частка КНР у світовому видобутку, а частка Канади знижується. У 2005 р. на Канаду припадало тільки 7 % світового видобутку цинку (10 років тому цей показник становив 16 %), що пов'язано із закриттям ряду рудників в арктичних районах країни ( "Bell Allard",  "Nanisivik",  "Polaris",  "Sullivan"). У 2005 р. на Австралію припадало 13 % світового видобутку цинку, Перу — 12 %, країни Європи — 11 %. Загалом у світі видобуток цинку в 2005 р. виріс на 2,3 % (до 10,02 млн. тонн) багато в чому завдяки значному розширенню видобутку в КНР та Індії. 

## В Україні
В Україні є невеликі родовища цинкових руд на Закарпатті у Вулканічних Карпатах (переважно на Берегівському полі) і на Донбасі (в Нагольному кряжі), економічного значення при сучасних технологіях вони не мають. Великий цинковий завод «Укрцинк» в Костянтинівці (заснований 1928 року) переробляє цинкові руди.